# Ентоні Рамос
Ентоні Рамос Мартінес (англ. Anthony Ramos Martinez, нар. 1 листопада 1991, Нью-Йорк, США) — американський актор, співак та автор пісень.

## Кар'єра

### Театр
Музичну освіту Ентоні Рамос отримував у 2009—2011 роках. в Американській музичній та драматичній академії. Відбір для вступу до Академії йому допомогла сплатити вчителька музики у його старшій школі, після чого він навчався на повній стипендії. Починаючи з 2011 року Рамос грав у регіональних постановках та турне. У 2014 році він пройшов кастинг у позабродвейську постановку майбутнього хіт-мюзиклу «Гамільтон» Лін-Мануеля Міранди. У Громадському театрі та бродвейському театрі Річарда Роджерса Рамос грав у «Гамільтоні» з прем'єри на початку 2015 року до листопада 2016 року «подвійну» роль Джона Лоренса та Філіпа Гамільтона. У 2018 році Рамос виконав головну роль Уснаві в іншому мюзиклі Лін-Мануеля Міранди «На висотах Нью Йорка» у Центрі мистецтв ім. Джона Кеннеді у Вашингтоні.

## Фільмографія

### Фільми
| Рік  |    | Українська назва               | Оригінальна назва                | Роль                           |
| ---- | -- | ------------------------------ | -------------------------------- | ------------------------------ |
| 2016 | ф  | Біла дівчина                   | White Girl                       | Кайло                          |
| 2017 | ф  | Патті Кейкс                    | Patti Cake$                      | інженер звукозапису            |
| 2018 | ф  | Монстри та люди                | Monsters and Men                 | Менні Ортега                   |
| 2018 | ф  | Народження зірки               | A Star Is Born                   | Рамон                          |
| 2018 | ф  | Літні дні, літні ночі          | Summer Days, Summer Nights       | Френкі                         |
| 2019 | ф  | Ґодзілла ІІ: Король монстрів   | Godzilla: King of the Monsters   | капрал Мартінез                |
| 2020 | мф | Тролі 2: Світове турне         | Trolls World Tour                | король Троллекс (голос)        |
| 2020 | ф  | Гамільтон                      | Hamilton                         | Джон Лоуренс / Філіп Гамільтон |
| 2020 | ф  | Чесний злодій                  | Honest Thief                     | Рамон Холл                     |
| 2021 | ф  | На висоті                      | In the Heights                   | Уснаві                         |
| 2022 | мф | Поганці                        | The Bad Guys                     | пан Піраньйо (голос)           |
| 2023 | ф  | Трансформери: Повстання звірів | Transformers: Rise of the Beasts | Ной                            |
| 2023 | ф  | Дурні гроші                    | Dumb Money                       | Маркус                         |
| 2024 | ф  | Смерчі                         | Twisters                         | Хаві                           |
| 2024 | ф  | Далекий                        | Distant                          | Енді Рамірес                   |
| 2025 | ф  | З вершин до низин              | Highest 2 Lowest                 | камео                          |
| 2025 | мф | Поганці 2                      | The Bad Guys 2                   | пан Піраньйо (голос)           |
| 2025 | ф  | Дім динаміту                   | A House of Dynamite              |                                |

### Телебачення
| Рік       |   | Українська назва                    | Оригінальна назва                 | Роль                    |
| --------- | - | ----------------------------------- | --------------------------------- | ----------------------- |
| 2015      | с | Юна                                 | Younger                           | Хуліо                   |
| 2016      | с | Закон і порядок: Спеціальний корпус | Law & Order: Special Victims Unit | Хуан Флорез             |
| 2017—2018 | с | Вілл і Грейс                        | Will & Grace                      | Тоні                    |
| 2017      | с | Їй це потрібно позаріз              | She's Gotta Have It               | Марс Блекмон            |
| 2021      | с | Пацієнти                            | In Treatment                      | Еладіо Рестріпо         |
| 2021      | с | Сліпі плями                         | Blindspotting                     | Йоркі                   |
| 2025      | с | Залізне серце                       | Ironheart                         | Паркер Роббінс / Каптур |